# Kim Ye-ji (Sportschützin)
Kim Ye-ji (kor. 김예지; * 4. September 1992 in Danyang) ist eine südkoreanische Sportschützin.

## Erfolge
Kim Ye-ji begann 2005 mit dem Sportschießen und nahm ab 2006 in Wettkämpfen teil. 2010 belegte sie bei den Junioren-Weltmeisterschaften in München mit der Luftpistole den dritten Platz. Ihre größten Erfolge erzielte sie ab der Weltcup-Saison 2024. Sie gewann mit der Sportpistole den Weltcup in Baku und belegte mit der Luftpistole Rang zwei, darüber hinaus wurde sie mit der Sportpistole in München Dritte. In Jakarta wurde Kim 2024 mit der Sportpistole hinter Yang Ji-in Vizeasienmeisterin.
Bei den Olympischen Spielen 2024 in Paris ging Kim in drei Konkurrenzen an den Start. Mit der Sportpistole belegte sie den 27. Platz und verpasste den Finaleinzug damit deutlich. Im Mixed mit der Luftpistole wurde sie mit Cho Yeong-jae Siebte. Mit 578 Punkten belegte sie in der Qualifikation der Einzelkonkurrenz mit der Luftpistole hingegen den fünften Platz und zog ins Finale der acht besten Schützinnen ein. Nach 20 Schüssen gehörte sie neben ihrer Landsfrau Oh Ye-jin und Manu Bhaker aus Indien zu den letzten drei verbliebenen Schützinnen. Zwei weitere Schüsse später schied Bhaker als Drittplatzierte aus und erhielt die Bronzemedaille. Oh ging mit einem Vorsprung von 0,8 Punkten in die letzten beiden Schüsse gegen Kim und erzielte mit beiden eine höhere Punktzahl als diese, womit sie Olympiasiegerin wurde. Sie schloss den Wettkampf mit dem olympischen Rekord von 243,2 Punkten ab, Kim folgte auf dem Silberrang mit 241,3 Punkten.
Während der Wettkämpfe erlangte Kim aufgrund ihres lässigen Erscheinungsbildes große Internetbekanntheit und wurde zur Grundlage vieler Memes. Die dadurch erlangte Berühmtheit brachte Kim unter anderem ein Fotoshooting mit Louis Vuitton ein, außerdem erhielt sie eine Schauspielrolle als Assassinin. Nachdem Kim dafür auch zahlreiche negative Kommentare in den sozialen Medien erhalten hatte, beschloss sie eine Auszeit vom Wettkampfsport zu nehmen und sich mehr ihrer Familie zu widmen. Kim hat eine Tochter.